# Condemned (film)
Condemned to amerykański film fabularny z 2015 roku, napisany i wyreżyserowany przez Eliego Morgana Gesnera; horror, w którym tajemniczy wirus przeistacza bohaterów w zombie. W rolach pierwszo- i drugoplanowych wystąpili w nim Dylan Penn, Ronen Rubenstein, Johnny Messner, Jon Abrahams, Lydia Hearst oraz Genevieve Hudson-Price. Światowa premiera projektu odbyła się 18 października 2015 podczas festiwalu Screamfest. Miesiąc później, 13 listopada, nastąpiła premiera komercyjna. Condemned to debiutancki film fabularny tak dla Gesnera, jak i Penn.

## Fabuła
Pochodząca z bogatej dzielnicy Maya ma dość kłótni swoich rodziców. Postanawia uciec z domu, by ich ukarać. Zaopiekować chce się dziewczyną Dante, jej ukochany, ambitny muzyk. Maya zamieszkuje w budynku na manhattańskim Lower East Side. Apartamentowiec na przestrzeni lat popadł niemal w ruinę, a obecnie zamieszkiwany jest przez odszczepieńców: między innymi narkomanów, transpłciową prostytutkę i jej sutenera, parę muskularnych gejów lubujących się w praktykowaniu BDSM. Gdy Mayi udaje się oswoić z nowym otoczeniem, budynkiem wstrząsa fala zbrodni. Okazuje się, że lokatorzy padają ofiarą groźnego wirusa, przeistaczającego ich w żądne krwi bestie.

## Obsada
- Dylan Penn jako Maya, przewodnia bohaterka filmu, wychowana w bogatym domu
- Ronen Rubenstein jako Dante, chłopak Mayi, aspirujący muzyk mieszkający w obskurnym apartamentowcu
- Genevieve Hudson-Price jako Alexa, współlokatorka Dantego, striptizerka
- Johnny Messner jako Gault, muskularny miłośnik death metalu i BDSM, homoseksualista, neonazista
- Honor Titus jako Loki, współlokator Dantego, chłopak Aleksy, muzyk
- Lydia Hearst jako Tess, narkomanka, była modelka wierząca, że uda jej się powrócić na salony
- Jon Abrahams jako Vince, chłopak Tess, narkoman, hipster
- Michael DeMello jako Murphy, muskularny partner Gaulta, jego uległy niewolnik, kulturysta
- Kevin Smith Kirkwood jako Roxy, transpłciowa prostytutka
- Perry Yung jako Cookie, ekscentryczny lokator produkujący w swym mieszkaniu metamfetaminę
- Jordan Gelber jako Big Foot, agresywny sutener Roxy, który dla związku z transseksualną prostytutką opuścił małżonkę
- Anthony Chisholm jako Shynola, właściciel budynku, który od lat nie postawił stopy za progiem własnego mieszkania
- Nick Damici jako Hoobler, tajemniczy samotnik, którego żaden z bohaterów nigdy nie poznał

## Produkcja
Projekt kręcono począwszy od kwietnia 2014 roku w dzielnicy Manhattanu Upper East Side. Condemned to debiutancki film kinowy Dylan Penn.

## Wydanie filmu
Światowa premiera Condemned odbyła się 18 października 2015 roku podczas festiwalu Screamfest. Seans miał miejsce w hollywoodzkim TCL Chinese Theatre; uczestniczyli w nim Dylan Penn oraz jej ojciec, Sean Penn. 13 listopada 2015 nastąpiła premiera komercyjna filmu, który wydano jednak w dystrybucji ograniczonej. Tego samego dnia udostępniono horror cyfrowo, w serwisach VOD. 5 stycznia 2016 Condemned opublikowano w Stanach Zjednoczonych na dyskach DVD/Blu-ray nakładem Image Entertainment.